# Petersfels

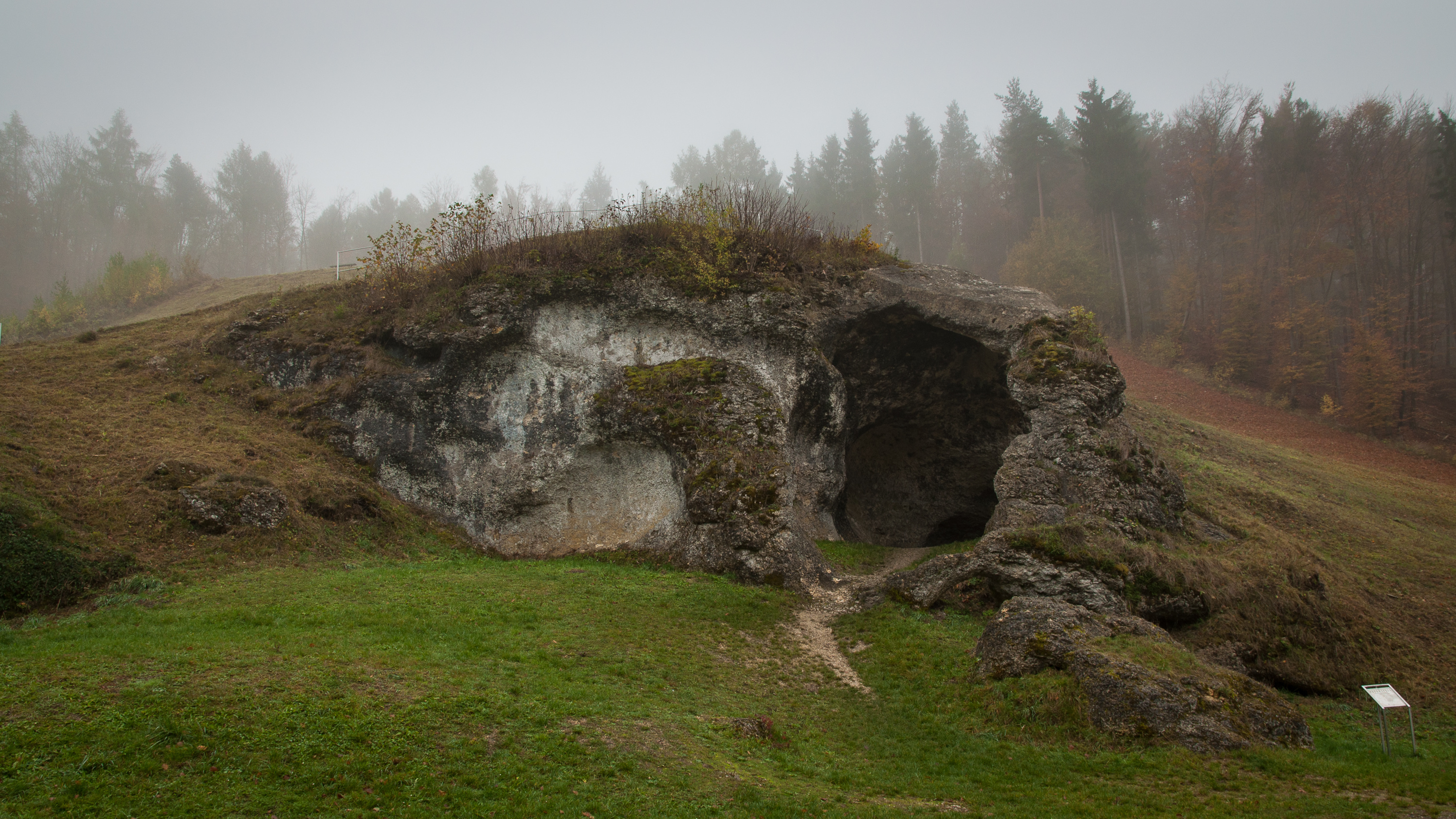
Petersfels

Der Petersfels ist eine Felsformation mit Höhlenbildungen im Oberjura im „Brudertal“, einem Trockental im Hegau nahe bei Engen im Landkreis Konstanz. In der ehemaligen Jagdstation von Rentierjägern wurden bedeutende Funde des Jungpaläolithikums gemacht.

## Forschungsgeschichte
Auf der Suche nach den Versickerungsstellen (bzw. nach weiterem Wasseraustritt außerhalb des Aachtopfs) der Donau bei Aach erkundete der pensionierte Oberpostrat Eduard Peters zusammen mit dem Geologen und Paläontologen Wilhelm Deecke das Wasserburgertal und die Gegend um das Brudertal bei Aach. Am 18. August 1927 fand Eduard Peters auf seiner Suche nach Fundstellen der Steinzeit die ersten Hinweise auf eine steinzeitliche Station, in zwei darauf folgenden Grabungen erforschte er diesen Fundort. 1930 veröffentlichte er eine Arbeit darüber. Eine Finanzierung durch die Stadt Engen, die ein Heimatmuseum eröffnen wollte, erlaubte eine dritte Grabung zusammen mit dem Freiburger Geologen und Urgeschichtler Volker Toepfer im Jahre 1932. Als Entdecker des zuvor unbenannten Petersfels haben sich der Wissenschaftliche Leiter des Pfahlbaumuseum Unteruhldingen Hans Reinerth und ein Schuhmacher aus Singen, P. Dreher, die schon in früheren Jahren hier Funde gemacht haben wollen, zu Wort gemeldet. Zu nennen ist hier auch der Naturfreund und Sammler Heinrich Weber.
Unterbrochen durch den Zweiten Weltkrieg begann man unter Hans Reinerth in den 1960er Jahren wieder mit Sondagen und W. Schiele entdeckte dabei eine Kinderbestattung des Magdalénien. In den 1970er Jahren legte Reinerth Baggerschnitte im Brudertal an. In den folgenden Jahren suchten viele Amateure das Gebiet ab, so dass sich das Denkmalamt Freiburg zu Nachgrabungen entschloss. Von 1974 bis 1979 führte das Institut für Urgeschichte der Universität Tübingen unter der örtlichen Leitung von Gerd Albrecht die wissenschaftlichen Grabungen am Petersfels durch. In vier Kampagnen wurden mit Fachstudenten die noch ungestörten Schichten untersucht.

## Funde

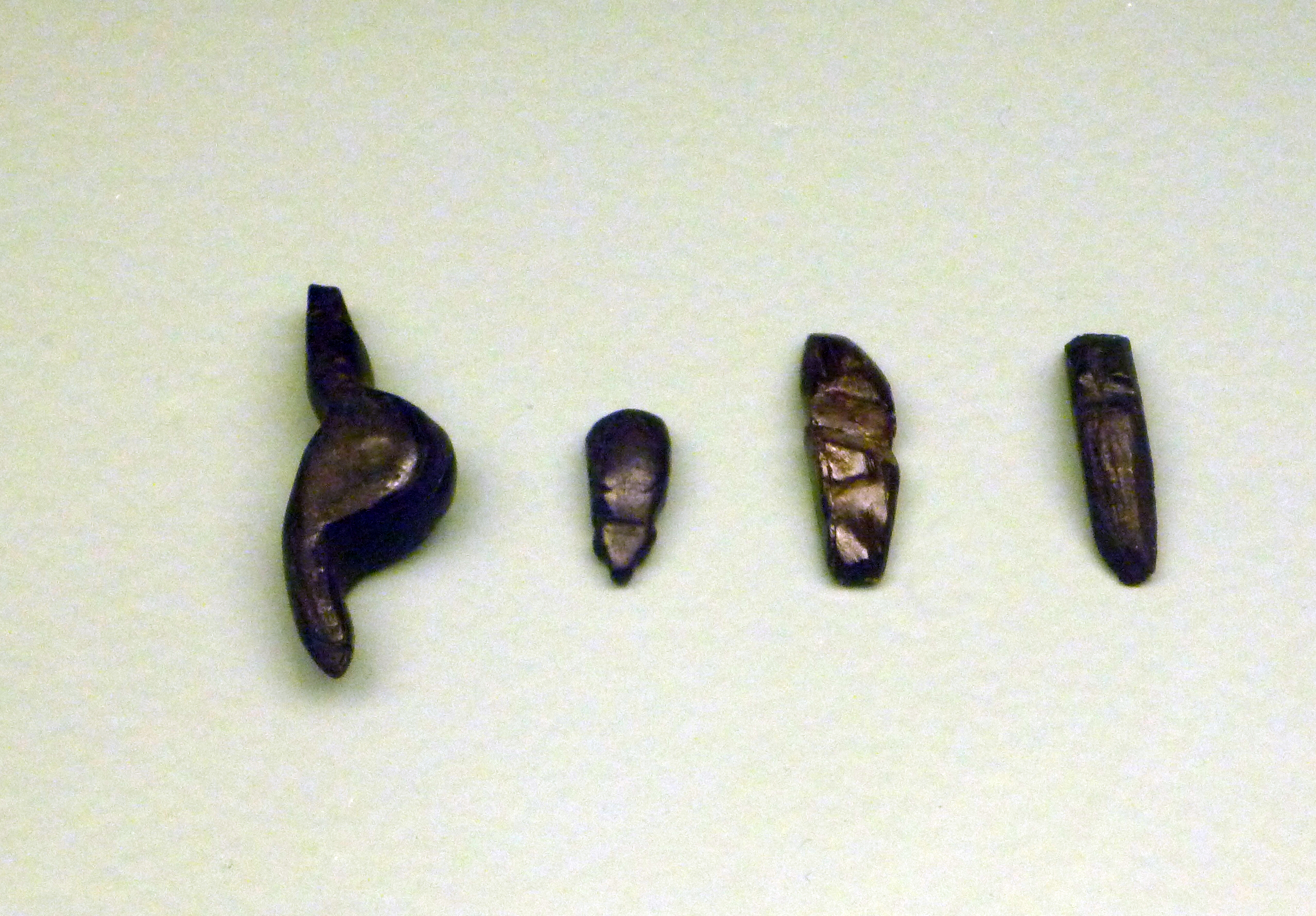
V. l.: Venusstatuette vom Petersfels, Käfer und zwei weitere Frauenstatuetten

Peters hat umfangreiche Funde geborgen, 1.000 Knochen- und Geweihgeräte, 50.000 Feuersteinartefakte, 1,5 Tonnen Knochen von eiszeitlichen Tieren. Bedeutend geworden sind die Funde der Magdalénienkunst aus Gagat und Ritzzeichnungen von Rentieren auf Rengeweihen, diese sind ähnlich den Funden aus dem Kesslerloch.
Im Gegensatz zu anderen Fundstellen, etwa dem durch den Fund der Venus vom Hohlefels im Jahre 2008 berühmt gewordenen Fundort Hohler Fels, wurden hier keine Funde aus Mammut-Elfenbein entdeckt. Peters beschrieb zwar einige Knochenscheiben aus Elfenbein, dies ist aber nicht gesichert.

## Ehemalige Jagdstation
Vor etwa 13.000 bis 11.800 Jahren (geologisch im Jungpleistozän) wurde hier fast ausschließlich das Rentier, das im Herbst in Herden nach Norden zog, bejagt. Die Temperatur lag während dieser Kaltzeit, der Würm-Kaltzeit, im Mittel etwa bei −3 °C (heute +7 °C). Das unterhalb des Petersfels liegende und gut überschaubare schlauchartige Gelände des Brudertals bildet hier eine Engstelle, eine natürliche Falle, welches möglicherweise den Fang vieler Tiere auf einmal ermöglichte. Neben Rentieren wurden vor allem Schneehasen erlegt, aus deren Knochen die damaligen Menschen aufwendig mit Steinwerkzeugen Nadeln zum Nähen der Kleidung und Anfertigen von Unterständen aus Rentierfellen fertigten. Mehr als 2.000 solcher förderte die Archäologie zu Tage. Gefunden wurden auch Knochen von Wildpferden und Schneehühnern.
In der Kaltphase (Ältere Dryaszeit 11.590–11.400 v. Chr.) wanderten offenbar Träger der Hamburger Kultur aus der Norddeutschen Tiefebene in die Mittelgebirgszone ab. Indizien dafür liefern zum Beispiel typische Kerbspitzen am Fundplatz Petersfels.

## Eiszeitpark Engen
Im Gelände um den Petersfels wurde 2003 der Eiszeitpark Engen angelegt: Er beinhaltet die Rekonstruktion der späteiszeitlichen Vegetation einer Steppentundra und ist ganzjährig frei zugänglich. Hier finden unter anderem auch Veranstaltungen zum Thema „Eiszeit“ statt wie die Petersfelstage.

## Museale Aufarbeitung
Einige archäologische Fundstücke der Umgebung aus der Zeit von vor 15.000 Jahren befinden sich in den Beständen des Badischen Landesmuseums in Karlsruhe sowie im Städtischen Museum Engen. Die dortige Dauerausstellung zeigt in Dioramen nachgestellt den Ablauf der Jagd und des Lebens im Brudertal. Auch die Arbeit der Archäologen während der Grabungen sind so dokumentiert. Ausgestellt sind auch mehrere Venusfigurinen vom Petersfels.